# Angels of the Apocalypse
Angels of the Apocalypse – album studyjny projektu Timo Tolkki’s Avalon. Wydawnictwo ukazało się 16 maja 2014 roku nakładem wytwórni muzycznej Frontiers Records. Gościnnie na płycie wystąpili m.in.: wokalista zespołu Rhapsody of Fire – Fabio Lione, wokalistka zespołu Nightwish – Floor Jansen oraz wokalistka zespołu Epica – Simone Simons.

## Lista utworów
Opracowano na podstawie materiału źródłowego.
1. "Song for Eden" (gościnnie: Fabio Lione) - 00:46
2. "Jerusalem Is Falling" (gościnnie: Fabio Lione) - 05:19
3. "Design the Century" (gościnnie: Floor Jansen) - 04:25
4. "Rise of the 4th Reich" (gościnnie: David DeFeis) - 04:43
5. "Stargate Atlantis" (gościnnie: Fabio Lione) - 03:51
6. "The Paradise Lost" (gościnnie: Floor Jansen) - 04:16
7. "You'll Bleed Forever" (gościnnie: Floor Jansen) - 05:44
8. "Neon Sirens" (gościnnie: Zak Stevens) - 04:42
9. "High Above of Me" (gościnnie: Caterina Nix, Elize Ryd, Simone Simons) - 05:20
10. "Angels of the Apocalypse" (gościnnie: Caterina Nix, Elize Ryd, Simone Simons, Floor Jansen) - 09:07
11. "Garden of Eden" - 02:10 (utwór instrumentalny)

## Notowania
| Lista                   | Kraj      | Pozycja |
| ----------------------- | --------- | ------- |
| Suomen virallinen lista | Finlandia | 42      |
| Oricon                  | Japonia   | 171     |